# Ficus cyclophylla
Espèce
Classification APG III (2009)
Statut de conservation UICN

 EN A1c : En danger
Ficus cyclophylla est un arbre de la famille des Moraceae endémique au Brésil
Il est menacé par la perte de son habitat.